# アット東京
株式会社アット東京（アットとうきょう）は、日本のデータセンターの事業者。

## 概要
2000年6月26日設立。元々は東京電力と東京通信ネットワーク（後のパワードコム）が中心になって設立した経緯から、電力系通信事業者と密接な関わりを持つ。他にも設立時にはインテックなどが大株主として出資した。
2012年9月27日、福島第一原子力発電所事故に伴う賠償費用捻出の為、東京電力が保有する株式の過半数をセコムが約333億円で買収することが発表された。これによりセコムが同社株式の約51%を保有し子会社化する。なお東京電力は引き続き第2位株主に留まる。その後、東京電力の持株会社体制移行に伴い東京電力パワーグリッドに株主が変動した。